# Divino afflante Spiritu

Wappen Papst Pius’ XII.

Die Enzyklika Divino afflante Spiritu  (lateinisch, ‚durch Eingebung göttlichen Geistes‘) wurde am 30. September 1943 von Papst Pius XII. veröffentlicht. Sie ist benannt nach ihrem Incipit und nahm Stellung zu einigen Fragen des Bibelverständnisses und der Erforschung der Heiligen Schrift. Die Enzyklika würdigte die Leistungen und neuere Entwicklungen der katholischen Bibelexegese einschließlich der historisch-kritischen Methode und nahm sie gegen innerkirchliche Angriffe in Schutz, die „alles, was neu ist, schon deshalb, weil es neu ist, bekämpfen oder verdächtigen“ (II § 4). Der Papst ermunterte ausdrücklich zur Form- und Gattungsforschung und erklärte diese Methoden für legitim.

## Hintergrund des Lehrschreibens

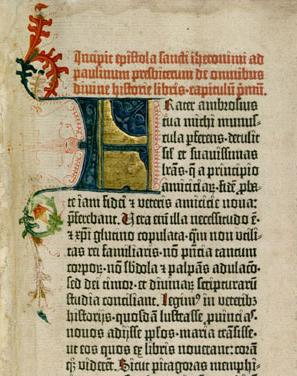
Ausschnitt einer Gutenberg-Bibel

Im 19. Jahrhundert entstand in der römisch-katholischen Kirche eine Bibelbewegung, die eine Neubesinnung auf die Heilige Schrift mit sich brachte und verbunden war mit einer Annäherung und Zusammenarbeit der katholischen und der protestantischen Bibelwissenschaft. Sie führte vermehrt zur Herausgabe landessprachlicher Bibelausgaben, zu neuen Formen der Bibelpastoral und in Deutschland 1933 zur Gründung des Katholischen Bibelwerks. Die Bibelbewegung stand im Kontext der Liturgischen Bewegung und der katholischen Jugendbewegung. Papst Leo XIII. förderte in seiner Enzyklika Providentissimus Deus (1893) diese Entwicklung.
Als zweites Lehrschreiben in der Reihe dreier sogenannter „Bibelenzykliken“ folgte 1920 die Enzyklika Spiritus Paraclitus von Papst Benedikt XV. Papst Pius XII. gab die Enzyklika Divino afflante Spiritu anlässlich des 50. Jahrestags von Providentissimus Deus heraus. Bei der Entstehung des Textes wirkte Augustin Bea SJ maßgeblich mit, der Rektor des Päpstlichen Bibelinstituts und spätere Kurienkardinal.
Die Enzyklika ist auf dem Hintergrund der seinerzeit „vorherrschenden Diskussion mit den Naturwissenschaften und dem damit verbundenen Ringen um Inspiration und Inerranz der Heiligen Schrift“ zu verstehen. Darauf weist der Alttestamentler Christoph Dohmen hin. Außerdem spiele die Suche nach einem angemessenen Verständnis der Einheit der ganzen Bibel eine Rolle; Dohmen erkennt in der Enzyklika einen Auftrag zur Entwicklung einer biblischen Theologie, die die Besonderheit der christlichen Bibel, von Altem und Neuem Testament, reflektiert.

## Aussagen der Enzyklika
Einleitend geht Papst Pius XII. in einem geschichtlichen Teil auf die Grundsätze und Hinweise zur Befassung mit der Bibel ein, die seine Vorgänger im Papstamt gegeben hatten. Die Wahrheit und Irrtumslosigkeit der Heiligen Schrift betreffe nicht zeitgebundenes Wissen über naturwissenschaftliche oder historische Zusammenhänge, wie sie „von den Sinnen wahrgenommen wird“, sondern richte sich auf das Seelenheil der Menschen, wie es Papst Leo XIII. ausgeführt hatte. Die Enzyklika gesteht naturwissenschaftliche und historische Irrtümer in der Bibel ein, die aber nicht im Widerspruch zur Wahrheit stünden, denn Gott habe den Menschen nicht über naturwissenschaftliche Vorgänge belehren wollen. Pius XII. lobte den Ausbau der biblischen Studien durch seine Vorgänger Pius X. und Pius XI., etwa durch die Aufwertung der biblischen Fächer in den Studienordnungen der Priesteramtskandidaten und die Schaffung eines Lizenziats und Doktorats in den Bibelwissenschaften oder die Gründung der École biblique et archéologique française de Jérusalem und des Päpstlichen Bibelinstituts in Rom (I § 1ff). Forschung und schriftstellerische Tätigkeit vieler Exegeten, Belehrung, Predigt, Übersetzung und Verbreitung der Heiligen Schrift hätten dazu beigetragen, dass in der ersten Hälfte des 20. Jahrhunderts „die Verehrung, der Gebrauch und die Kenntnis der Heiligen Schrift allüberall zum Heil der Seelen mehr und mehr zunehmen werde“ (I § 4). Die biblische Wissenschaft und ihre Hilfsfächer hätten sich in den fünfzig Jahren seit Providentissimus Deus bedeutend geändert, durch wissenschaftliche Ausgrabungen, Auffindung vielfacher originaler Papyri und historische Forschung hätten zur besseren Kenntnis ältester Sprachen, Literaturen, Ereignisse, Sitten und Formen der Gottesverehrung sowie der Sprechweise, Erzählungsart und Schreibweise der Alten beigetragen. Dies müsse der Bibelerklärer „freudig benutzen, um Gottes Wort tiefer zu durchforschen, heller zu beleuchten und klarer vorzulegen“ (II).
In einem zweiten Teil geht der Papst auf Methoden der Bibelerforschung und -auslegung ein. Diese sind vor allem in Richtung auf die Exegese des Alten Testaments formuliert, jedoch gelten die festgestellten Prinzipien gleichermaßen auch für das Neue Testament.

### Textkritik, Literalsinn und geistlicher Sinn
Zwar habe das Konzil von Trient die lateinische Bibelübersetzung (Vulgata) für die lateinische Kirche zur verbindlichen Grundlage im offiziellen Gebrauch der Bibel erklärt, und zwar wegen der viele Jahrhunderte dauernden Verwendung in den Kirchen im Gottesdienst, in der Predigt und in lehramtlichen Texten. Dies mindere jedoch nicht die Autorität und Bedeutung der hebräischen und griechischen Urtexte, zumal die weiter entwickelte Kenntnis der alten Sprachen dazu auffordere, die Urtexte zu Hilfe zu nehmen, um den richtigen Sinn der Heiligen Schrift überall mehr und mehr zu finden und zu erklären. Der Vorrang der Vulgata-Übersetzung sei „nicht in erster Linie kritisch, sondern juridisch“ zu verstehen. Die Textkritik sei ein „treffliches Werkzeug geworden“, um die Heilige Schrift reiner und genauer herauszugeben und den ursprünglichen Text von Fehlern, Zusätzen und Lücken, von Umstellungen und Wiederholungen zu befreien. Wünschernswert seien auch katholischerseits kritische Ausgaben der biblischen Bücher. Übersetzungen aus den Urtexten in der Muttersprache anzufertigen, werde inzwischen von kirchlichen Autoritäten vielfach gebilligt (II § 1).
Aufgabe des katholischen Exegeten sei es, den „wahren Sinn der heiligen Bücher“ aufzufinden und zu erklären. Die erste Ebene zum Verständnis sei es, den Literalsinn der Texte (sensus litteralis) zu ermitteln und nach dem Vorbild profaner Schriften den Zusammenhang und den Vergleich mit ähnlichen Stellen zu Hilfe zu nehmen. Von Kommentatoren werde erwartet, dass sie nicht nur Ausführungen zu Geschichte, Archäologie, Philologie und ähnlichem machten, sondern vor allem müssten sie zeigen, welches der theologische Lehrgehalt der einzelnen Bücher und Texte in Glaubens- und Sittenfragen sei. Es gelte, den  „geistlichen Sinn“  der Schrift (spiritualis sensus), den Gott selbst gewollt und angeordnet habe, aufzuhellen und darzulegen. (II § 2)

### Redaktionsgeschichte und Literarkritik
Katholische Theologen haben, angeregt u. a. von Thomas von Aquin, dem Doctor Angelicus („engelgleichen Lehrer“), die Bedingungen der göttlichen Inspiration der Bibel erforscht und herausgestellt, dass die Verfasser bei der Abfassung der biblischen Bücher beseelte und vernünftige „Organe“ oder Werkzeuge des Heiligen Geistes seien, die unter göttlichen Einfluss ihre menschlichen Kräfte und Fähigkeiten anwenden. Der Papst schloss daraus, dass es gelte, die Eigenart und Lebenslage der biblischen Schriftsteller mit den heute zur Verfügung stehenden Methoden zu erforschen und zu klären, in welcher Zeit sie lebten, welche mündlichen und schriftlichen Quellen sie benutzten und welcher Redegattungen sie sich bedienten. Dadurch könne man erkennen, was die Autoren mit ihrem Werk beabsichtigten. Den heiligen Büchern sei keine der Redeformen fremd, deren sich die menschliche Sprache besonders im Orient zum Ausdruck der Gedanken zu bedienen pflegte, ohne dass die angewandte Redegattungen der Heiligkeit und Wahrhaftigkeit des Wortes Gottes widersprächen. Mit Hilfe der Geschichte, der Archäologie, der Ethnologie, der Geschichte der alten Literatur und anderer Wissenschaften gelte es genau zu bestimmen, welche literarischen Arten in der Zeit und im Land der Entstehung im Unterschied zu heute üblich und erlaubt waren und welche die orientalischen Schriftsteller anwandten. So stünden hyperbolische oder paradoxe Redeweisen als einprägsame Formen der Darstellung für den orientalischen Menschen nicht im Widerspruch zur geschichtlichen Wahrheit und zur Irrtumslosigkeit der Schrift, wenn sie sich im für die Menschen nach Menschenweise ausgedrückten Wort Gottes finden. (II § 3)

### Förderung der Kenntnis der Bibel
Papst Pius XII. forderte von den Priestern, die biblischen Bücher sorgfältig zu studieren und sie sich auch durch Gebet und Betrachtung zu eigen zu machen. In Predigt, Katechese und Glaubenslehre solle die Heilige Schrift zu Grunde gelegt und ausgelegt werden, in den Familien solle die Bibellesung angeregt werden. Biblische Zeitschriften und Fortbildungsveranstaltungen sollen gefördert werden. Dies alles soll in der Ausbildung der Kleriker vorbereitet werden, indem den Seminaristen Kenntnisse der biblischen Bücher und Liebe zur Heiligen Schrift vermittelt werden. (II § 5)

## Textausgaben
- ACTA PII PP. XII: LITTERAE ENCYCLICAE PIUS PP. XII Divino afflante Spiritu In: Acta Apostolicae Sedis (AAS) XXXV (1943), pp. 297–325. [amtlicher Originaltext – lateinisch]
- Pius XII.: Rundschreiben über die zeitgemässe Förderung der biblischen Studien [30. September 1943: "Divino afflante Spiritu"]. Lateinischer und deutscher Text. Herder Verlag, Freiburg 1947.
- Rundschreiben Papst Pius’ XII. vom 30. September 1943 DIVINO AFFLANTE SPIRITU. In: Heilslehre der Kirche. Dokumente von Pius IX. bis Pius XII. Deutsche Ausgabe des französischen Originals von P[aul] Cattin O.P. und H[umbert]-Th[omas] Conus O.P. besorgt von Anton Rohrbasser. Paulusverlag, Freiburg/Schw. 1953, S. 210–240.
- Neuner-Roos: Der Glaube der Kirche in den Urkunden der Lehrverkündigung. Friedrich Pustet, Regensburg 12. Auflage 1986, Nrn. 132–134, S. 93–96, ISBN 3-7917-0119-3. [bringt die zentralsten Stellen in Deutsch]